# إدي جوست
إدي جوست (بالإنجليزية: Eddie Joost) هو لاعب كرة قاعدة أمريكي، ولد في 5 يونيو 1916 في سان فرانسيسكو في الولايات المتحدة، وتوفي في 12 أبريل 2011 في Fair Oaks, California ‏ في الولايات المتحدة.

## وصلات خارجية
- إدي جوست على موقع دوري كرة القاعدة الرئيسي (الإنجليزية)
- إدي جوست على موقعبيزبول رفرنس.كوم (الدوري الرئيسي) (الإنجليزية)
- إدي جوست على موقعبيزبول رفرنس.كوم (الدوري الثانوي) (الإنجليزية)
- إدي جوست على موقع جمعية أبحاث البيسبول الأمريكية (الإنجليزية)
- إدي جوست على موقع إي إس بي إن.كوم (أم.أل.بي) (الإنجليزية)
- إدي جوست على موقع مشجعي الرسوم البيانية (الإنجليزية)